# Nostos

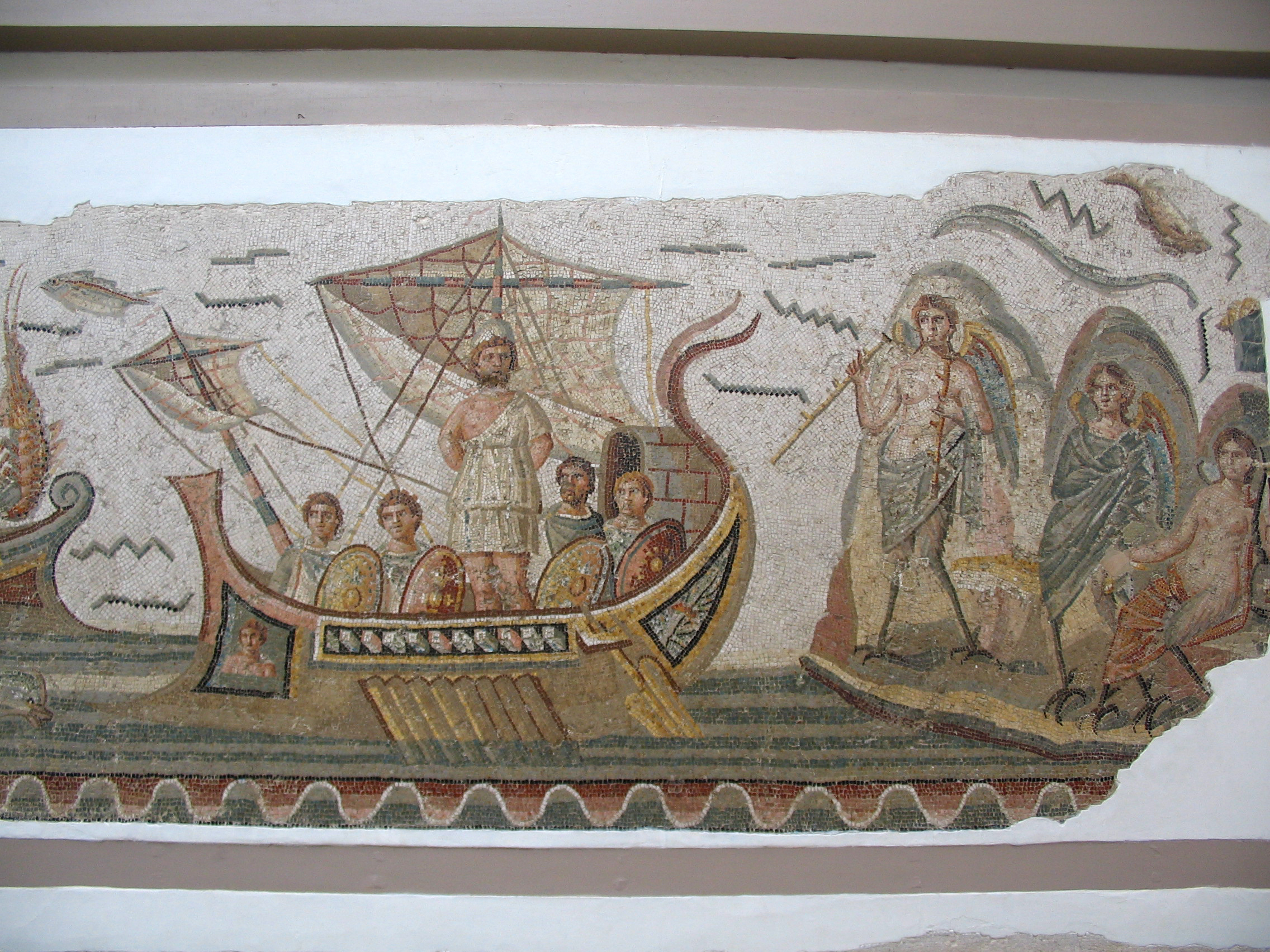
Mosaico con Odiseo y las sirenas. Museo del Bardo.

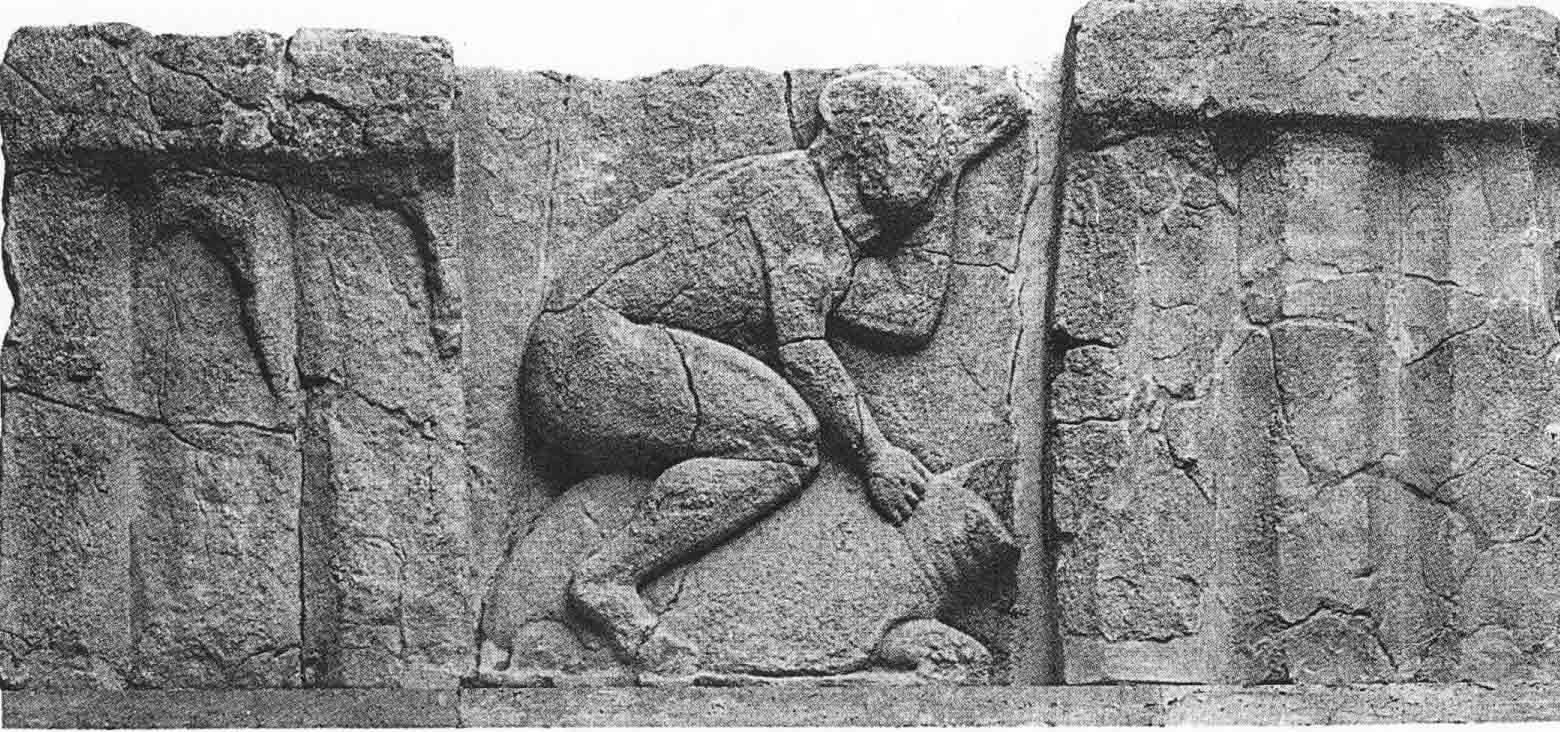
Personaje montando una tortuga marina, probablemente representando una fábula griega similar al retorno de Odiseo a la Patria (Nóstos).

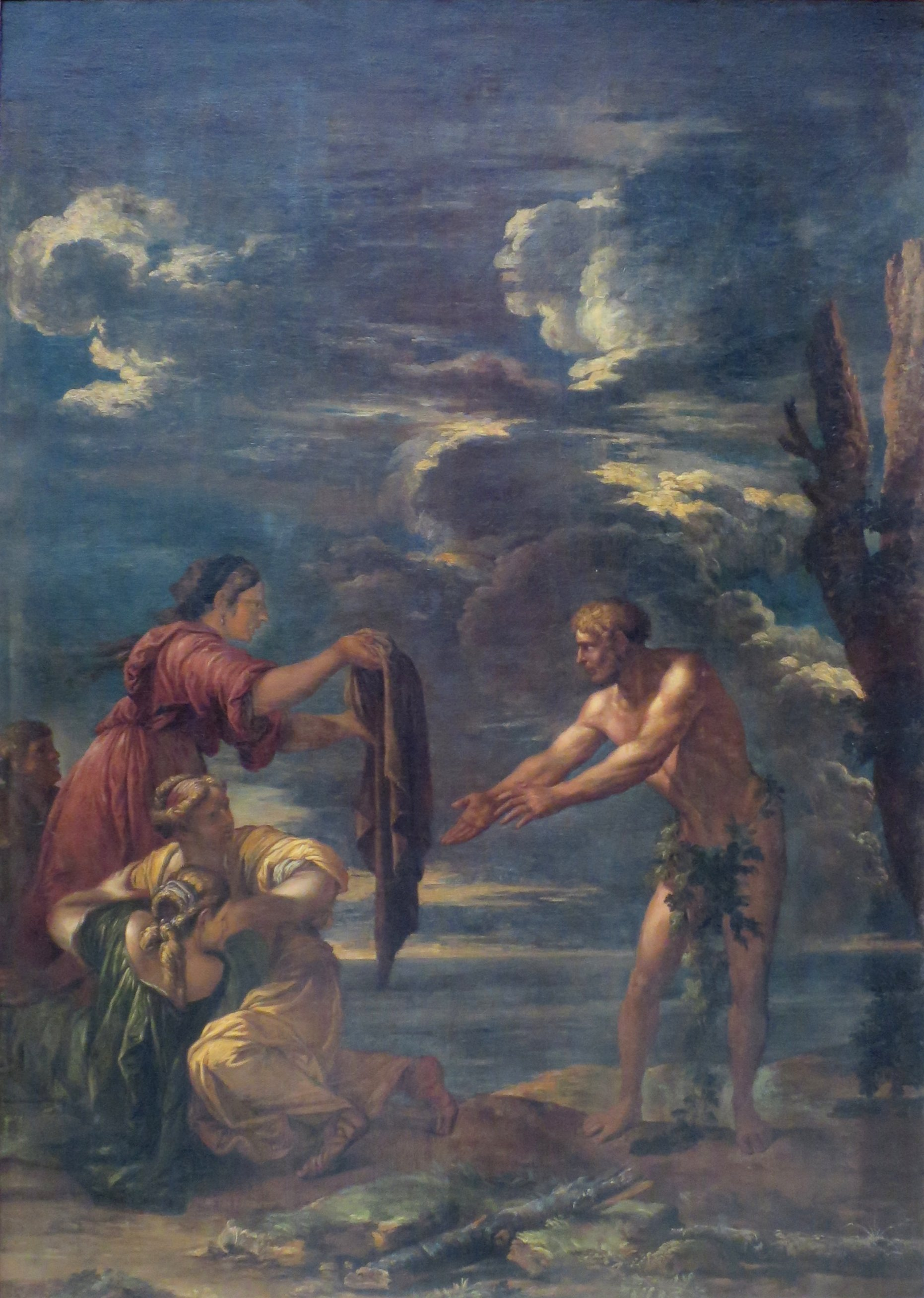
Odiseo con Nausícaa, de Salvator Rosa, Hermitage.

Nostos o nóstos (del griego antiguo νόστος, «regreso», «retorno», «viaje de vuelta al hogar familiar», «vuelta a la patria»; plural νόστοι, nóstoi) es un género y concepto inventado en la literatura griega antigua que centra su trama en el regreso de los héroes griegos por mar a sus tierras patrias después de la destrucción de Troya.
En la antigua sociedad griega, a los que lograron regresar se les consideraba poseedores de un alto nivel de heroísmo y grandeza. Este viaje de retorno suele ser muy largo e incluye algún naufragio en lugares desconocidos y pasar por ciertas pruebas que el héroe va superando. El retorno no se trata solo de regresar a casa físicamente, sino también de retener ciertos estados y conservar su identidad a su llegada.

## NostosenLa Odisea
La Odisea de Homero es el primer nostos, el más conocido y origen de todos los demás. El tema cobra vida cuando el héroe principal Odiseo intenta regresar a su casa en Ítaca después de luchar en la Guerra de Troya. Odiseo es desafiado por muchas tentaciones, como con las sirenas y los lotófagos. Si Odiseo hubiera cedido a estas tentaciones, habría significado una muerte segura y, por tanto, no habría regresado a casa.

## Nostos en tiempos modernos
Nostos o nostoi no solo se ha utilizado en la literatura antigua griega sino que como modelo y viaje, metáfora de la vida humana, se puede encontrar en muchas formas de literatura y en películas.
La palabra nostalgia fue acuñada por primera vez como término médico en 1688 por Johannes Hofer (1669-1752), un estudiante de medicina suizo. Utilizó la palabra νόστος junto con otra raíz griega, άλγος, algos, que significa "dolor", para describir la condición psicológica de anhelo por el pasado. 
En el Ulysses, de James Joyce, la parte final (episodios 16-18), cuando Leopold Bloom regresa a casa, se llama Parte III: El Nostos.
Otra representación del nostos en el cine por ejemplo, sería la película, Hércules encadenado, que fue estrenada en 1959. El argumento de esta película es muy similar a la Odisea, donde se ve que el viaje de Hércules sigue un modelo similar al de Odiseo. Un aspecto específico se produce cuando Hércules regresa a casa con Íole, de quien había conseguido su mano al vencer en un concurso de tiro con arco, que es similar al concurso de Odiseo para salvar su matrimonio. Fue entonces accidentalmente envenenado por su esposa que le hizo sufrir tanto que él mismo ordenó que le prendieran fuego a su cuerpo. Tener prendido en llamas su cuerpo fue lo que llevó a sus muchos logros heroicos. Los nostos de Hércules lo hicieron morir y luego renacer, esto sirvió para redescubrir su identidad dentro de sí mismo y ante la comunidad. Es también similar a Odiseo porque se transforma personalmente de una máquina de guerra a un hombre de familia.
En la serie de televisión Star Trek: Voyager que se produjo desde 1995, la nave espacial está varada a 70.000 años luz de la Tierra y se va encontrando con numerosos extraterrestres tanto hostiles como amigos, además de diferentes fenómenos extraños. Este lento, pero firme camino a casa, ha sido descrito por los clasicistas como un nostos.